# Лассетер, Джон
Джон Алан Лассетер (англ. John Alan Lasseter; род. 12 января 1957, Лос-Анджелес, Калифорния, США) — американский аниматор, режиссёр, сценарист и продюсер. Один из ключевых пионеров компьютерной анимации, сооснователь и бывший креативный директор студий Pixar и Walt Disney Animation Studios. Лассетер оказал значительное влияние на развитие анимационной индустрии, став одним из создателей первых полнометражных компьютерных мультфильмов, таких как «История игрушек» (1995) и «Тачки» (2006). В настоящее время занимает должность креативного директора в Skydance Animation.

## Биография
Джон Лассетер родился в Голливуде, штат Калифорния. Мать Джона работала учителем рисования в средней школе «Bell Gardens». Отец — Пол Лассетер — заведовал складом у местного дилера Chevrolet. Рос Джон в городе Уиттер, штат Калифорния. Профессия матери Лассетера повлияла на его привязанность к анимации и мультипликации, а работа отца — на любовь и интерес к автомобилям. В детстве Джон много рисовал, даже во время церковных служб.
Стать художником-аниматором Лассетер решил ещё в юности, во многом благодаря книге «Искусство анимации» (англ. The Art of Animation) — истории Disney Studios, написанной Бобом Томасом.
Джон Лассетер начал учёбу в Пеппердинском университете, где учились его родители, братья и сестры. Однако позже перешёл в Калифорнийский институт искусств, основанный Уолтом Диснеем; один из обучающихся в знаменитом классе A113.
Преподавателями Лассетера были три сотрудника Диснея: Эрик Ларсон, Фрэнк Томас и Олли Джонстон, а его одноклассниками стали Брэд Бёрд, Джон Маскер, Генри Селик и Тим Бёртон. Во время его пребывания там, он спродюсировал две короткометражки «Леди и Лампа» (1979) и Nitemare (1980). «Леди и Лампа» победила в конкурсе студенческих работ, а белая лампа — главный персонаж фильма — впоследствии стала логотипом студии Pixar.
1 ноября 2011 года именная звезда Джона Лассетера была заложена на Голливудской «Аллее Славы», которая стала 2453-й на ней.
В ноябре 2017 года был отстранён от работы на полгода в связи с обвинениями в непристойном поведении. Сообщалось, что Джон нередко обнимал и целовал своих сотрудников против их желания и не уважал их личное пространство. В июне 2018 года в Disney сообщили, что Джон Лассетер покинет компанию в конце года по истечении контракта, а до тех пор возьмёт на себя роль консультанта. Таким образом, «История игрушек 4» стала его последним мультфильмом в Pixar.
В январе 2019 года был назначен главой анимационного подразделения Skydance Media, образованного в 2017 году.

## Фильмография

### Режиссёр
- Люксо-младший (1986)
- Звезда цирка (1987)
- Оловянная игрушка (1988)
- Безделушка (1989)
- История игрушек (1995)
- Приключения Флика (1998)
- История игрушек 2 (1999)
- Тачки (2006)
- Мэтр и Призрачный Свет (2006)
- Тачки 2 (2011)

### Сценарист
- Люксо-младший (1986)
- Звезда цирка (1987)
- Оловянная игрушка (1988)
- История игрушек (1995)
- Приключения Флика (1998)
- История игрушек 2 (1999)
- Тачки (2006)
- История игрушек: Большой побег (2010)
- Тачки 2 (2011)

### Исполнительный продюсер
- Приключения Андре и Пчёлки Уолли (1984)
- Игра Джери (1997)
- О птичках (2000)
- Корпорация монстров (2001)
- Унесённые призраками (2001)
- В поисках Немо (2003)
- Барашек (2003)
- Суперсемейка (2004)
- Человек-оркестр (2005)
- Байки Мэтра (2006)
- Похищение (2006)
- В гости к Робинсонам (2007)
- Рататуй (2007)
- ВАЛЛ-И (2008)
- Вольт (2008)
- Вверх (2009)
- Принцесса и лягушка (2009)
- История игрушек: Большой побег (2010)
- Тачки 2 (2011)
- Храбрая сердцем (2012)
- Ральф (2012)
- Университет монстров (2013)
- Самолёты (2013)
- Холодное сердце (2013)
- Самолёты: Огонь и вода (2014)
- Город героев (2014)
- Головоломка (2015)
- Хороший динозавр (2015)
- В поисках Дори (2016)
- Зверополис (2016)
- Моана (2016)
- Тачки 3 (2017)
- Тайна Коко (2017)
- Ральф против интернета (2018)
- Суперсемейка 2 (2018)
- История игрушек 4 (2019)
- Великаны (отменён)

### Продюсер
- Удача (2022)